# Corella River
Der Corella River ist ein nur zur Regenzeit Wasser führender Fluss im Norden des australischen Bundesstaates Queensland.

## Geographie

### Flusslauf
Der Fluss entspringt im Corella-Stausee an den Westhängen des Mount Burstall, etwa 40 Kilometer westlich von Cloncurry und südlich des Flinders Highway. Der Corella River fließt nach Nordosten, unterquert den Flinders Highway und 30 Kilometer weiter die Burke Developmental Road. Bei Clonagh wendet er seinen Lauf nach Norden. Kurz vor der Wills Developmental Road biegt er wieder nach Nordosten ab, unterquert die Straße und mündet südlich von Canobe in den Dugald River.

### Nebenflüsse mit Mündungshöhen
- Corella Creek – 300 m
- Frank Creek – 278 m
- Lunch Creek – 266 m
- One Mile Creek – 206 m
- Cameron River – 190 m
- Urquhart Creek – 168 m
- Malakoff Creek – 151 m
- Tommy Creek – 140 m[1]

### Durchflossene Stauseen
- Corella-Stausee – 300 m